# Ancy-sur-Moselle
Ancy-sur-Moselle korábbi község Franciaországban, Moselle megyében. Lakosainak száma 1370 fő (2018. január 1.). Ancy-sur-Moselle Dornot községgel határos.
2016. január 1-jén Dornot korábbi községgel egyesült és az így létrejött Ancy-Dornot új község része lett..

## Népesség
A település népességének változása:
| Lakosok száma | 1164 | 1216 | 1283 | 1339 | 1475 | 1421 | 1408 | 1631 | 1388 | 1370 |
|               | 1962 | 1968 | 1975 | 1990 | 1999 | 2008 | 2013 | 2016 | 2017 | 2018 |